# 着床
着床（ちゃくしょう、英語: implantation）とは、受精卵が子宮内膜に達して接着し、母体との間に胎盤が形成される現象のことである。着床が確定することで妊娠が開始する。通常は胚が子宮に侵入すると直ちに着床するが、イタチ科やクマ科、鰭脚類（アシカ科・アザラシ科・セイウチ科）、カンガルー、ラットなどの一部の動物種の胚は子宮内で浮遊状態を保ち、条件が整ってから着床する。これを着床遅延（ちゃくしょうちえん）と呼ぶ。

## ヒトの着床
卵管采で受精した受精卵は、卵管内を浮遊しながら通常は7日ほどかけて子宮内へ到達する。受精卵は透明帯に包まれており卵管壁など予定外の場所への着床を防いでいるが、この間に受精卵が成長して拡張胚盤胞となると透明帯も薄くなり、子宮内を浮遊する間に透明帯が破れ（「孵化」「ハッチング」と呼ばれている）子宮内膜に接して定着する。このときの子宮内膜と胚盤胞の定位（位置関係）がその後の胎盤の形成に大きく影響するが、定位のメカニズムは未だ明らかになっていない。
胚盤胞は胚結節や胚盤胞腔（卵割腔に相当する）、これを包む栄養膜からなり、栄養膜細胞が子宮内膜に侵襲して着床となる。胚結節は胚盤胞の上に円盤状に広がり、これを胚盤（Embryonic Disk）と呼んでいる。
侵襲した栄養膜細胞は、複数の細胞の細胞質が融合し多数の核が残る合胞体（合胞体性栄養膜）を形成する。合胞体はMHCを喪失して母体の免疫反応を免れるとともに、母体の抗体を取り入れている。合胞体には多数の裂孔を生じ、ここに子宮内膜の血管が類洞となって母親の血漿や血球があふれ裂孔内を循環するようになる。合胞体からはヒト絨毛性ゴナドトロピン（hCG）というホルモンが分泌され母親の血漿に入る。これが母体の黄体を維持し（妊娠黄体）、黄体ホルモン分泌が維持されることで子宮の脱落膜の剥離を防ぐ。妊娠検査薬は母体の尿中からhCGを検出して妊娠の成立を判別するものである。安定した着床まではヒトで5日間ほどかかるとされている。
一方、胚盤は内部細胞塊が肥厚して胚盤葉になり、胚盤胞腔（胚盤外腔）側の下層（胚盤内胚葉）と子宮内膜側の上層との二層の構造となる。上層は中に腔を生じ（後に羊膜腔となる）、胚盤胞腔内側は胚盤内胚葉と胚盤胞腔内壁を囲むヒューザー膜とにより卵黄嚢（原始卵黄嚢、一次卵黄嚢）が形成される。胚は卵黄嚢と羊膜腔と間に浮かぶように位置して成長していく。
なお、合胞体の侵襲により胎盤が未形成の子宮内膜から出血（着床出血）することがあり、これが月経の周期とほぼ重なるため妊娠に気が付かないことがあるが、多くは月経よりも少量にとどまる。

## 着床形式
中心着床・偏心着床・壁内着床の3つに分類される。
中心着床
胚の成長とともに子宮腔が拡張し、胚子栄養膜の全面が子宮内膜に接着する。反芻類・馬・豚・猫・犬など。
偏心着床
子宮腔の中心より離れて偏在して着床する。齧歯類など。
壁内着床
胚が子宮内膜上皮を通って内膜内部に侵入して着床する。ヒト・サル・モグラ・ハリネズミなど。